# Maria Bolbocean
Maria Ivanivna Bolbocean (n. Popescu, în ucraineană Марія Іванівна Болбочан (Попеску), n. 22 iulie 1891, Elisavetgrad, gubernia Herson, Imperiul Rus) a fost o activistă a emigrației ucrainene de origine română, soția lui Petru Bolbocean.

## Biografie

### Naștere și primii ani de viață
Maria s-a născut la 22 iulie 1891 în orașul Elisavetgrad, într-o familie de origine română. Tatăl ei, Ivan Popescu, era preot ortodox, iar mama – învățătoare.
La vârsta de patru ani, după moartea bunicului matern, familia Mariei s-a mutat în parohia acestuia de lângă Hotin.

### Căsătoria cu Petru Bolbocean
În anul 1899, Maria a fost admisă la gimnaziul de fete cu opt clase din Chișinău, pe care l-a absolvit în 1907. Aici, probabil, l-a cunoscut pe Petru Bolbocean, care își încheia studiile la Seminarul Teologic. În 1909, Maria și Petru s-au căsătorit.
Maria l-a însoțit constant pe Bolbocean în timpul Primului Război Mondial și al luptelor pentru independență ale Ucrainei. Stăpânea bine limba ucraineană, iar martorii afirmă că obișnuia să se îmbrace în port nobil tradițional ucrainean, pentru a-și afirma identitatea ucraineană.
A fost prezentă la arestarea lui Bolbocean de către Omelian Voloh, la 22 ianuarie 1919, fiind ulterior transportată împreună cu acesta la Kiev. În perioada detenției soțului său, Maria a fost sprijinită de adjutanții lui Bolbocean – Metodii Dovbnea și Mikola Pîsmenîi. S-a stabilit în locuința mătușii sale de la Mănăstirea Mihailivska din Kiev. Împreună cu ea locuiau soția și fiul colonelului Mikola Silvanskii, arestat și el alături de Bolbocean.
În noaptea de 27 ianuarie 1919, Siciștrii au percheziționat locuința Mariei și a altor rude ale lui Bolbocean. Au fost confiscate uniforme și obiecte personale ale soțului, precum și bani și documente.
La începutul anului 1919, l-a urmat pe soțul său la Stanislav (astăzi Ivano-Frankivsk), unde a fost martoră la execuția acestuia.

### În exil
După moartea lui Petru Bolbocean, Maria a plecat în Austria însoțită de adjutantul acestuia, Ivan Korj, unde au locuit până în 1922. Ulterior s-au mutat într-o tabără de ucraineni internați din Polonia. Aici, Korj a fost temporar arestat de soldații lui Simon Petliura, dar a fost eliberat curând. Maria a plecat apoi la Praga.
A studiat la Institutul Ucrainean „M. Drahomanov” din Praga, în cadrul facultății de litere și istorie.
Destinul ei ulterior este necunoscut.

## În cultură
Maria, alături de Ivan Korj, Nicolae Pîsmenîi, Metodii Dovbnea și alții, este personaj în romanul istoric Bolbocean. Credincios jurământului al lui Iurii Koțegub.